# Carex alajica
Espèce
Classification phylogénétique
Carex alajica est une espèce de plantes du genre Carex et de la famille des Cyperaceae.